# Цветко Дрончилов
Цветко Захариев Дрончилов (изписване до 1945 година: Цвѣтко Захариевъ Дрончиловъ) е български учител, деец на Българското възраждане в Източна Македония.

## Биография
Роден е в 1841 година в разложкото село Горно Драглища, тогава в Османската империя. Завършва класното училище в Татар Пазарджик и се връща в Разлога като учителства в различни селища, в Сърбиново учителства между 1867 и 1874 година. Участва в подготовката на Априлското въстание в 1876 година и е задържан при разкрития от властите. Съден е в Неврокоп, но срещу голям подкуп е освободен. В 1882 година като учител в Белица отново е арестуван при Разложката учителска афера и военен съд в Солун го осъжда на заточение. В 1884 година бяга от Адана, където е заточен и се установява в село Влахлар, България, като учител. На следната 1885 година става учител в Долна баня, а по-късно се занимава с търговия.
Негов племенник е географът Крум Дрончилов.